# Isla Quinchao
Isla Quinchao är en ö i Chile.   Den ligger i regionen Región de Los Lagos, i den södra delen av landet, 1 000 km söder om huvudstaden Santiago de Chile. Arean är 120 kvadratkilometer.
Terrängen på Isla Quinchao är lite kuperad. Öns högsta punkt är 193 meter över havet. Den sträcker sig 22,8 kilometer i nord-sydlig riktning, och 22,3 kilometer i öst-västlig riktning.
Runt Isla Quinchao är det ganska glesbefolkat, med 27 invånare per kvadratkilometer.